# Гассион, Жан де
Граф Жан де Гассион (фр. Jean de Gassion - Жан де Гасьон)  (1609 - 1647) — французский военный гасконского происхождения, участник битвы при Рокруа и маршал Франции. Служил при Людовике XIII и Людовике XIV, умер в 1647 году от ранений при осаде Ланса.

## Биография
Гассион родился в кальвинистской семье в Беарне. Он участвовал в последних восстаниях протестантов против королевской армии, которые завершились подписанием в 1629 году Алезского перемирия. После перемирия Гассион отправился в Швецию, где поступил на службу королю Густаву II Адольфу в качестве кавалериста. С 1630 по 1632 годы он участвовал в походах шведской армии, в частности, в Баварском походе. Согласно военной энциклопедии, «Особенно отличился Гассион в сражении при Брейтенфельде, при переправе через Лех и осаде Ингольштадта. Во главе шведской пехоты Гассион находился при осадах Бибераха, Донауверта и Аугсбурга, в сражении при Нюренберге, в делах против имперцев при Фрейштадте и Люцене, при чем в последней битве под ним были убиты 3 лошади». В 1632 году Густав Адольф погиб в битве при Лютцене, а Франция вступила в войну на стороне антигабсбургской коалиции, поэтому в 1635 году Гассион вернулся во Францию и поступил на службу Людовику XIII.
Гассион вошёл в историю в основном как участник сражения при Рокруа против объединённых габсбургских сил в 1643 году. Перед сражением именно он высказался за фронтальную атаку противника, и Конде согласился с его предложением. В сражении он командовал правым крылом армии — 15-ю эскадронами кавалерии. Именно его кавалерия разбила фланг герцога Альбукерке, а в конце боя участвовал в уничтожении последних испанских терций. За Рокруа он был назначен маршалом Франции.
Александр Дюма в романе «Жизнь Людовика XIV» упоминает его в главе о Рокруа:
Гассион, который был впоследствии маршалом Франции, умер холостым, говоря, что жизнь человеческая не стоит того, чтобы передавать её другому. Это был один из храбрейших офицеров, и Ришельё называл его не иначе как «Война». Генерал дон Франческо Мелло дал ему более поэтическое имя — «Лев Франции».
Гассион упоминается в апокрифических «Мемуарах мессира Д'Артаньяна»:
Гассион был сделан Маршалом Франции недолгое время спустя после баталии при Рокруа, по рекомендации Герцога д'Ангиена, показавшего себя героем в тот памятный день. Этот новый Маршал был воспитан, как паж Принца де Конде, и можно смело сказать — это была добрая школа для того, чтобы сделаться кем-то великим, поскольку мы видели четверых выходцев оттуда, добившихся жезла Маршала Франции. Это была честь, какую трудно было найти в Доме какого-либо другого принца, хотя бы даже у самого Короля.